# Stortjuven
Stortjuven är en svensk dramafilm från 1979 i regi av Ingegerd Hellner. Tonie Melcher spelar huvudrollen som Peter.

## Handling
Stortjuven handlar om 13-årige Peter som känner sig vilsen i sin identitet och sviken av vuxenvärlden. Peter bor med sin mor och sin äldre bror och funderar ofta över vem som är hans pappa. Peter avskyr skolan och skolkar ofta. Tillsammans med kompisar hittar han på ofog som att snatta och vandalisera. Men en dag beslutar han sig för att finna sin pappa.

## Om filmen
Filmen spelades in i Svenska Filminstitutets ateljé 1976–1977. Exteriörscenerna spelades in i Jordbro, Huddinge, Högdalen och Hallunda. Filmen hade urpremiär på biografen Kronan i Göteborg den 12 februari 1979. Den har visats i SVT vid tre tillfällen: 18 augusti 1980, 25 februari 1992 och 15 februari 2004.

## Citat
- Vi lurar honom bakom Konsum och hänger honom

## Rollista i urval
- Tonie Melcher – Peter Svensson
- Mark Bäck – Peter II, hans klasskamrat
- Christer Löwenhamn – Rolle
- Lars Ohlsson – Freddy
- Torgny Davidsson – Göran, Peters bror
- Maria Hörnelius – Peters och Görans mamma
- Robert Pernskjöld – Jonas
- Per Flygare – Lundberg, magister
- Fred Gunnarsson – butikschef